# Sandman: País de sueños
Sandman: País de sueños (en inglés, The Sandman: Dream Country) es la tercera novela gráfica de la colección de historietas de The Sandman, creada por Neil Gaiman y publicada por DC Comics. Contiene los números 17 al 20 de la colección regular.
Está dibujada por Kelley Jones, Charles Vess y Colleen Doran, con entintado de Malcolm Jones III. El encargado del color original de los dos primeros números fue Robbie Busch, si bien años más tarde sería recoloreado por Danny Vozzo; los números restantes fueron coloreados por Steve Oliff. La rotulación original estuvo a cargo de Todd Klein, y como en todos los números de la serie original de The Sandman, las portadas son obra de Dave McKean.

## Contenido
El contenido de esta novela gráfica varía dependiendo de la editorial. La edición de ECC Ediciones, incluye:
- «Una visión excepcional», documento que incluye la correspondencia enviada por Neil Gaiman a Charles Vess, con el guion e indicaciones para la creación del número 19, El sueño de una noche de verano, así como los dibujos de Vess en bruto, sin colorear ni entintar.
- Portada de Dave McKean para The Sandman vol. 3: Dream Country, para la edición estadounidense.
- Biografías breves de Gaiman, Jones, Jones III, Vess, Doran, Oliff, Vozzo y McKean.

## Títulos
Cuando aparecen dos títulos en español, el primero es de la traducción original de Norma Editorial, mientras que el segundo de la traducción para ECC Ediciones.
| #  | Título                                                          | Título original            | Fecha    | Guion  | Dibujo | Tinta     | Color                          | Rotulación | Portada | Edición   | Edición  | pp. |
| #  | Título                                                          | Título original            | Fecha    | Guion  | Dibujo | Tinta     | Color                          | Rotulación | Portada | ejecutiva | asociada | pp. |
| -- | --------------------------------------------------------------- | -------------------------- | -------- | ------ | ------ | --------- | ------------------------------ | ---------- | ------- | --------- | -------- | --- |
| 17 | Calíope                                                         | Calliope                   | jul 1990 | Gaiman | Jones  | Jones III | Busch (original) Vozzo (nuevo) | Klein      | McKean  | Berger    | Peyer    | 24  |
| 18 | Un sueño de un millar de gatos El sueño de un millar de gatos   | A Dream of a Thousand Cats | ago 1990 | Gaiman | Jones  | Jones III | Busch (original) Vozzo (nuevo) | Klein      | McKean  | Berger    | Peyer    | 24  |
| 19 | Un sueño de una noche de verano El sueño de una noche de verano | A Midsummer Night's Dream  | sep 1990 | Gaiman | Vess   | Vess      | Oliff                          | Klein      | McKean  | Berger    | Peyer    | 24  |
| 20 | Fachada                                                         | Façade                     | oct 1990 | Gaiman | Doran  | Jones III | Oliff                          | Klein      | McKean  | Berger    | Peyer    | 24  |

En los créditos de cada número se menciona además a Neil Gaiman, Sam Kieth y Mike Dringenberg como creadores de los personajes de The Sandman. Para el número 19, Gaiman utilizó además textos de la obra homónima de William Shakespeare. En los créditos del número 20, se menciona además a Bob Haney y Ramona Fradon como creadores del personaje de Element Girl.

## Recepción
El número 19 de este tomo, El sueño de una noche de verano, fue galardonada con el Premio Mundial de Fantasía en 1991, como mejor historia corta. Ese mismo año, tras la premiación, se extendió el rumor de que las reglas del concurso se habían decidido cambiar, para prevenir que otra novela gráfica resultara ganadora. A raíz de este rumor, la administración del premio clarificó que las historietas y novelas gráficas no estaban destinadas a ser elegibles para esa categoría, ya que les correspondía la categoría de «Premio Especial Profesional», con lo cual no se requeriría de un cambio de las reglas. Nadie más ha sido ganador o nominado en la categoría «Premio Especial Profesional» por su trabajo en historietas o novela gráfica antes o después de la controversia.